# آرتور شنابل (جودوکار)
آرتور شنابل (آلمانی: Arthur Schnabel; ۱۶ سپتامبر ۱۹۴۷ – ۲۲ اکتبر ۲۰۱۸) جودوکار اهل آلمان بود.
وی همچنین برندهٔ جوایزی همچون برگ بوی نقره‌ای شده‌است.